# Modificación postraduccional
La modificación postraduccional de una proteína es un cambio químico ocurrido en esta después de su síntesis por los ribosomas. Es uno de los pasos finales de la síntesis de proteínas y, por lo tanto, de la expresión génica. Muchas proteínas no podrían ejercer sus funciones si no sufrieran estos cambios. 

## Proceso
Una proteína o cadena polipeptídica es una cadena lineal de aminoácidos. Existen 20 aminoácidos posibles que están codificados en el ARN mensajero en tripletes de nucleótidos conocidos como codones. Durante la síntesis de proteínas se incorporan aminoácidos de uno en uno a la cadena en el orden establecido por el ARN mensajero. Este proceso es conocido como traducción y da lugar a un protopéptido que necesitará sufrir modificaciones para poder activarse como agente biológico. Esta activación es la modificación postraduccional y amplía las posibles funciones de la proteína al unirle otro grupo químico funcional (como acetato, fosfato, varios lípidos y glúcidos), o provocando cambios estructurales (por ejemplo la formación de puentes disulfuro).
Además, las enzimas pueden eliminar aminoácidos del extremo N-terminal de la proteína, o cortar la cadena peptídica por el medio. Por ejemplo, la hormona peptídica insulina sufre dos cortes antes de que formen los puentes disulfuro, eliminándose un propéptido de la parte media de la cadena. La proteína resultante consta de dos cadenas polipeptídicas conectadas por puentes disulfuro. Otro ejemplo es el de la metionina al inicio de la mayoría de polipéptidos nacientes. El códon de inicio del ARNm codifica este aminoácido que puede resultar no necesario en la proteína final y que se separa del péptido durante las modificaciones postraduccionales. 
Otras modificaciones como la fosforilación, son parte habitual de los mecanismos para controlar el estado de funcionamiento de la proteína, por ejemplo activando o inactivando la enzima. La modificación postraduccional de las proteínas es detectada por espectrometría de masas o por la técnica de Western blot.

## Modificaciones que añaden grupos funcionales
Las modificaciones postraduccionales ocurren mediante cambios químicos de los aminoácidos que constituyen las proteínas y pueden ser de muchos tipos.:
- Acilación. Adición de un grupo acilo.
- Fosforilación. Adición de un grupo fosfato.
- Metilación. Adición de un grupo metilo.
- Hidroxilación. Adición de un grupo hidroxilo.
- Glicosilación. Adición de un glúcido.
- Glicación. Modificación no enzimática de los grupos amino de las proteínas por la acción de azúcares reductores.
- Lipoylación. Adición de un grupo lipoato.
- Sulfonilación
- Prenilación. Adición de moléculas hidrofóbicas.
- Nitrosilación. Adición de un grupo nitroxilo.
- Nitración. Adición de un grupo nitro.

## Modificaciones que enlazan proteínas
- Sumoilación. Adición de la proteína miniatura (small ubiquitin-related modifier) a proteínas diana.
- Ubicuitinación. Adición de la proteína ubicuitina a proteínas diana.

- Datos: Q898362
- Multimedia: Post-translational modifications / Q898362